# Toyosato, Shiga
Toyosato (豊郷町 Toyosato-chō) là thị trấn thuộc huyện Inukami, tỉnh Shiga, Nhật Bản. Tính đến ngày 1 tháng 10 năm 2020, dân số ước tính thị trấn là 7.132 người và mật độ dân số là 910 người/km2. Tổng diện tích thị trấn là 7,80 km2.